# Furan
Furan je heterociklično organsko jedinjenje, koje se sastoji od petočlanog aromatičnog prstena sa četiri ugljenika i jednim kiseonikom. Klasa jedinjenja koje sadrži ovaj prsten se nazivaju furanima.
Furan je bezbojna, zapaljiva, visoko isparljiva tečnost sa tačkom ključanja blizo sobne temperature. On je toksičan i karcinogen. Furan se koristi kao početni materijal za sintezu drugih hemikalija.

## Proizvodnja
Furan se industrijski proizvodi paladijum-katalizovanom dekarboksilacijom furfurala, ili bakrom-katalizovanom oksidacijom 1,3-butadiena.
U laboratoriji se furan može dobiti iz furfurala oksidacijom do furan-2-karboksilne kiseline, i naknadnom dekarboksilacijom.. On se takođe može pripremiti direktno termalnom dekompozicijom materijala koji sadrži pentozu, celuloznu masu, posebno drvo bora

## Hemijske osobine
Furan je aromatičan jer je jedan od slobodnih parova elektrona na atomu kiseonika delokalizovan u prstenu, čime se formira 4n+2 aromatični sistem (po Hukelovom pravilu) slično benzenu. Zbog aromatičnosti molekul je ravan i nema diskretne dvostruke veze. Drugi slobodni elektronski par atoma kiseonika je u ravni prstena.  hibridizacija omogućava jednom slobodnom paru kiseonika da se nalazi u p orbitali i da stoga interaguje unutar pi-sistema.
Kao posledica aromatičnosti, furanovo ponašanje se veoma razlikuje od tipičnih heterocikličnih etara kao što je tetrahidrofuran. 
- On je znatno reaktivniji od benzena u reakcijama elektrofilne supstitucije zbog elektron-donirajućih efekata kiseonikovog heteroatoma. Pregled rezonantnih doprinosa ukazuje na povećanu elektronsku gustinu prstena, što dovodi do povećane elektrofilne supstitucije.[9]

- Furan služi kao dien u Diels-Alderovim reakcijama sa elektron-deficitarnim dienofilima kao što je etil (E)-3-nitroacrilat.[10] Reakcioni produkt je mešavina izomera sa preferencijom za endo izomer:

- Hidrogenacija furana proizvodi dihidrofurane i tetrahidrofurane
- U  reakciji, furani se konvertuju u dihidropirane.

## Spoljašnje veze
- Sintetički metodi